# Synagoge in der Fabrikstadt

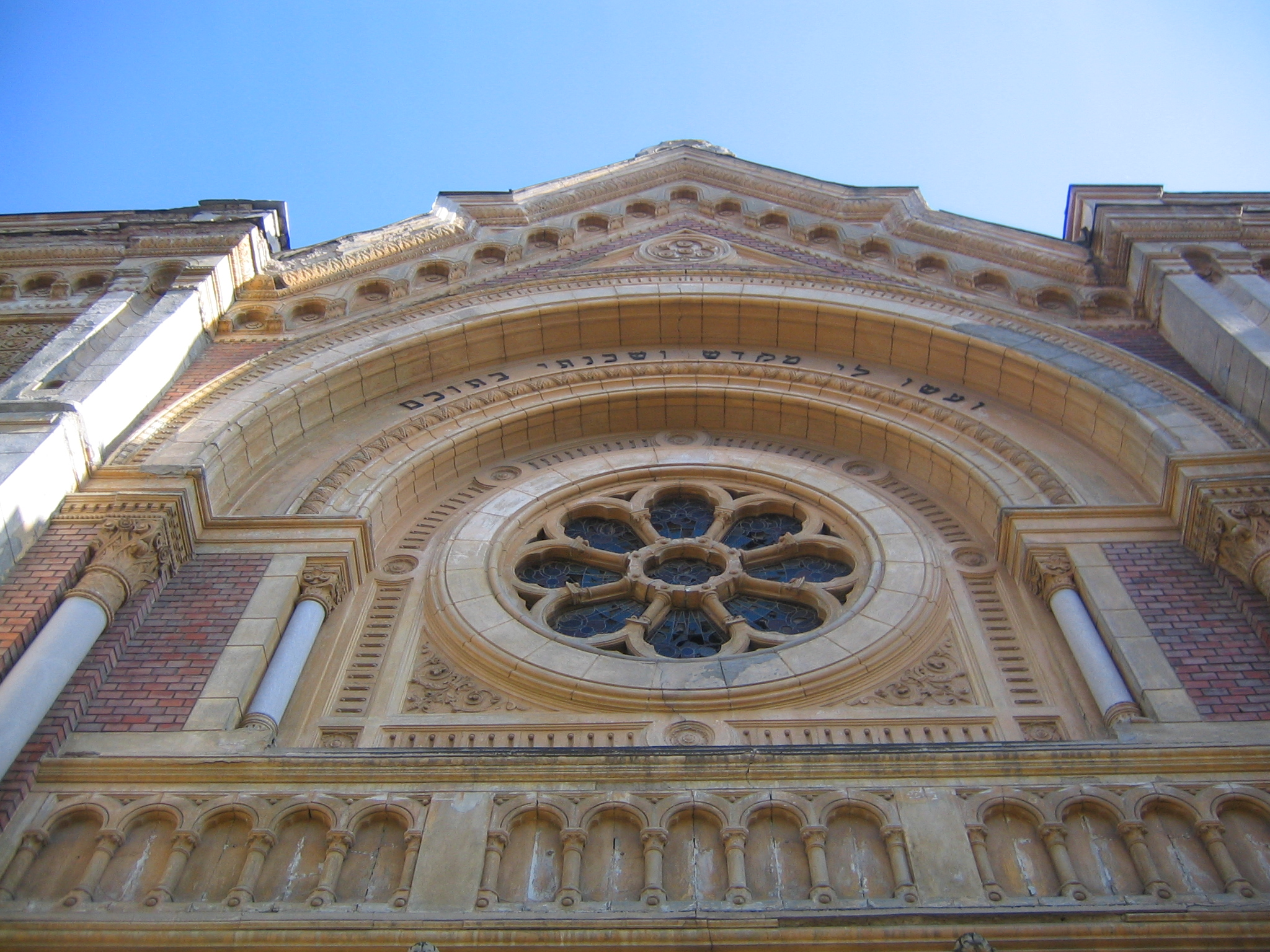
Frontansicht der Synagoge

Die Synagoge in der Fabrikstadt (rumänisch Sinagoga maură din Fabric, Marea Sinagogă) ist ein denkmalgeschütztes historisches Gebäude und eine ehemalige Synagoge in der Strada Ion Luca Caragiale Nr. 2 im II. Bezirk Fabric (deutsch Fabrikstadt) der westrumänischen Stadt Timișoara.

## Geschichte
Das Baujahr des ersten als Synagoge genutzten Gebäudes an dieser Stelle ist umstritten, einige Quellen datieren den Bau auf das Jahr 1838, andere auf 1841. Die Synagoge wurde 1870 eröffnet, als sich die dortige jüdische Gemeinde der Glaubensrichtung „Status Quo ante“ des ungarischen und transsylvanischen Judentums anschloss. Nach 1879 wandte sich die Gemeinde dem Neologischen Judentum zu.
Die Gemeinde wuchs an, und es wurde beschlossen ein neues Gotteshaus zu bauen. Die Finanzierung der neuen Synagoge erfolgte durch Sammlungen in der Gemeinde, durch eine öffentliche Lotterie, sowie durch Einzelspenden.
Die Synagoge wurde 1899 nach Plänen des Architekten Leopold Baumhorn (ungarisch Lipót Baumhorn) aus Budapest errichtet. Der Bau wurde von dem örtlichen Baumeister Josef Kremmer ausgeführt. Das neue Gebäude entsprach dem Stil zeitgenössischer reformierter Synagogen in der österreichisch-ungarischen Monarchie und ähnelt den Synagogen von Rijeka, Szolnok und Zrenjanin, die wie auch die Synagogen in Brașov und Szeged nach den Plänen des gleichen Architekten gebaut wurden. Die Einweihung fand am 3. September 1899 in Anwesenheit des Leiters der Gemeinde, Alex Kohn, und des damaligen Bürgermeisters von Timișoara, Karl Telbisz, statt.
Die Synagoge wurde zum Ende der kommunistischen Ära 1985 geschlossen, da die Gemeinde nach dem Zweiten Weltkrieg bedingt durch die Emigration der Mehrheit der ansässigen Juden nach Israel stark geschrumpft war. Die jüdische Population lag nach dem Krieg noch bei 13.600, jedoch war sie 1971 bereits auf 3000 gesunken. 1998 wurde sie auf etwa 900 Mitglieder geschätzt. Seit ihrer Schließung wurde die Synagoge mehrfach durch Vandalen verwüstet und Artefakte gestohlen. Durch den fortschreitenden Verfall des Gebäudes besteht mittlerweile Einsturzgefahr.
In Ermangelung finanzieller Mittel zur Renovierung stellte die jüdische Gemeinde 2009 das Gebäude für 35 Jahre dem Rumänischen Nationaltheater von Timișoara (rumänisch Teatrul Național Timișoara) für Aufführungen zur Verfügung. Bedingung hierfür ist, dass das Gebäude innerhalb von fünf Jahren zu renovieren ist, und dass hier keine judenfeindlichen, obszönen, oder gegen die Menschenwürde verstoßenden Theaterproduktionen gezeigt werden.
Diese Synagoge wurde 2022 in die Liste der 25 weltweit als gefährdet geltenden Baudenkmale aufgenommen, die von World Monument Watch geführt wird. Die Stadt Timisoara unter Bürgermeister Dominic Fritz hat angekündigt, gemeinsam mit der jüdischen Gemeinde das Gebäude zu einem Kulturzentrum für den Stadtteil umzubauen.
Siehe auch: Judentum in Timișoara

## Beschreibung
Die Synagoge in der Fabrikstadt gilt als eines der markantesten Gebäude der Stadt.
Das Gebäude im neo-maurischen Stil verbunden mit Elementen der italienischen Renaissance hat einen quadratischen Grundriss. Die zentrale Kuppel ruht auf einer achteckigen Holzkonstruktion mit vier Säulen.
Die Außenwände sind mit Fenstern und Rundbögen versehen. An der polychromen Fassade wechseln sich roter Backstein mit verputzten Bauelementen ab.
Die Synagoge hat zwei Eingänge, davon einen für Männer und einen zweiten für Frauen. Im Obergeschoss befindet sich die Orgel.

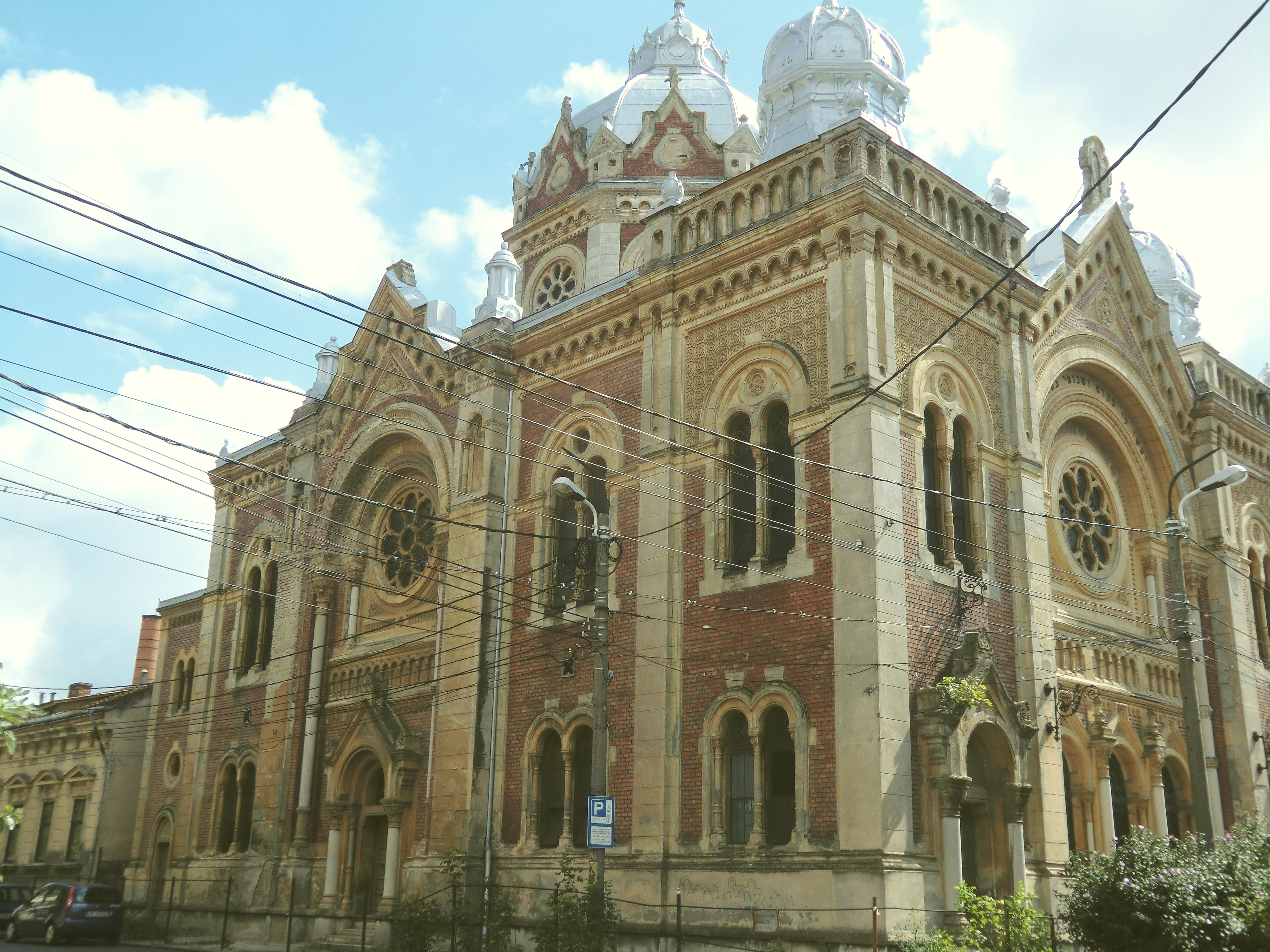
2010
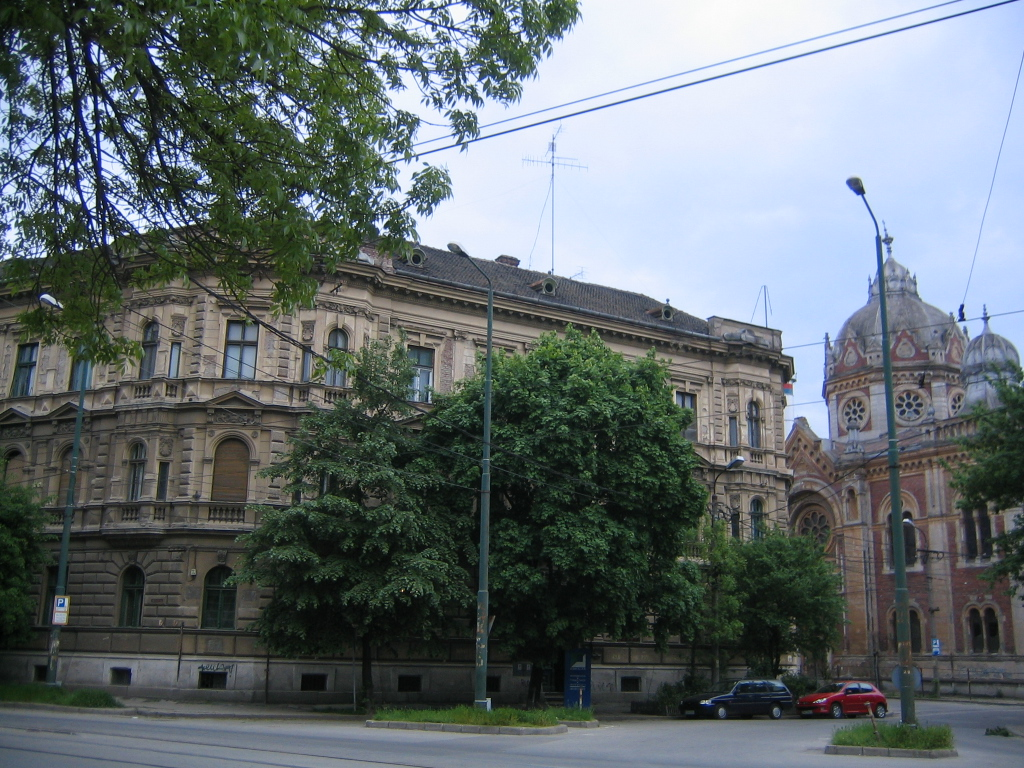
2007
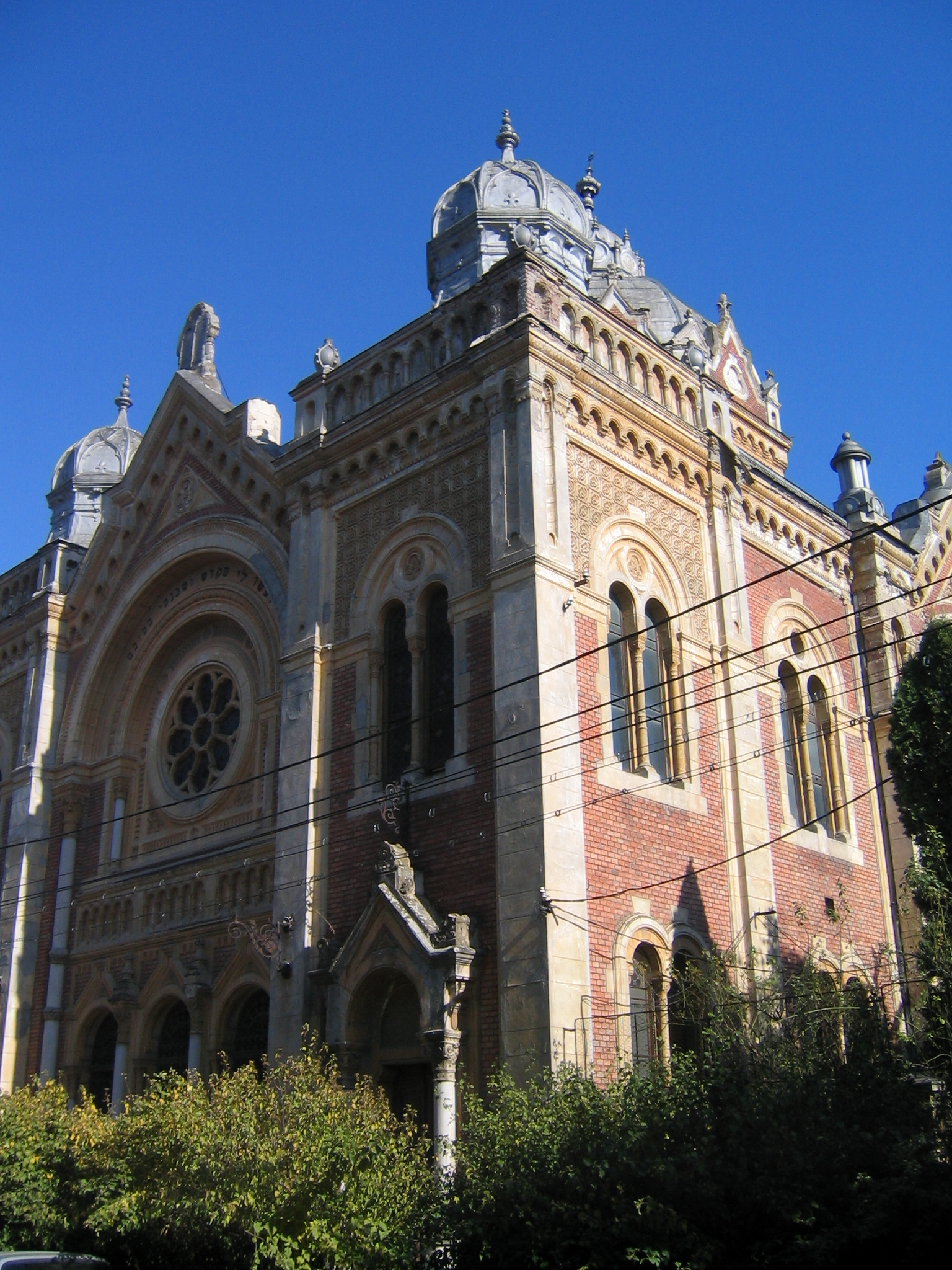
2007
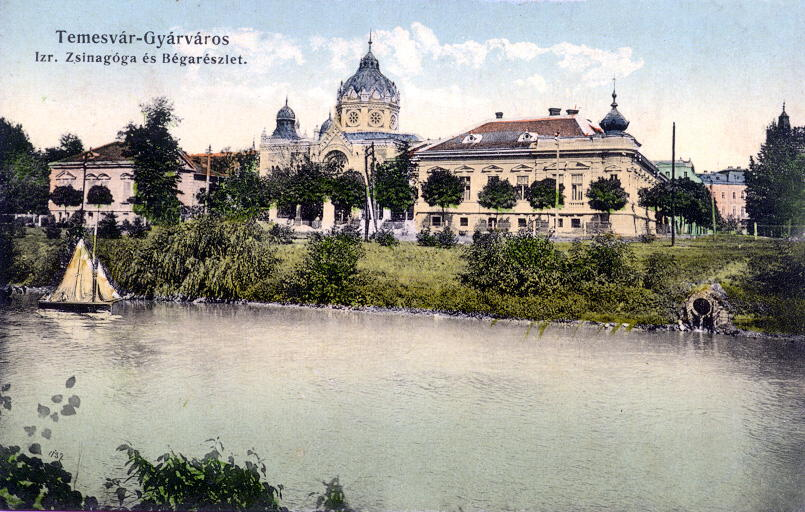
Um 1900
Um 1900

### Orgel
Die Orgel wurde 1895 als Opus 16 von dem Orgelbaumeister Carl Leopold Wegenstein gebaut. Das pneumatische Instrument hat 13 Register über zwei Manuale und Pedal. Die Traktur und die Konzeption des Spieltisches ähnelt der 1896 gefertigten Millenniumsorgel in der Katharinenkirche im Bezirk Cetate. Seit einem Einbruch, bei dem die Orgel um 2003 teilweise zerstört wurde, ist sie nicht mehr spielbar.
Disposition der Orgel:
| I Manual       |    |
| Principal      | 8′ |
| Bourdon        | 8′ |
| Viola di Gamba | 8′ |
| Dolce          | 8′ |
| Octav          | 4′ |
| Mixtur IV      |    |

| II Manual        |    |
| Geigen Principal | 8′ |
| Aeoline          | 8′ |
| Vox celeste      | 8′ |
| Fuvola           | 4′ |

| Pedal     |     |
| Subbass   | 16′ |
| Octavbass | 8′  |
| Cellobass | 8′  |